# Meziprostor
Meziprostor je alternativní kulturní festival, který probíhá od roku 2015 na Skalákově mlýně u Meziříčka v okrese Třebíč. Program festivalu se každoročně skládá z koncertů, diskusí, workshopů, výstav a závěrečné nedělní bohoslužby.
V minulosti vystoupila na festivalu řada zajímavých hostů, např. Martin C. Putna, Adam Borzič, Ladislav Heryán, Alexandr Flek, Magdalena Šipka a řada hostů ze zahraničí. 